# Moschea Orta
La moschea Orta (in macedone Орта џамија?) è una moschea ottomana di Strumica, nella Macedonia del Nord. Il nome significa letteralmente moschea di mezzo, vista la posizione dell'edificio all'interno della città.

## Storia e descrizione
L'area sulla quale sorge l'attuale moschea era occupata fin dall'epoca ellenistica e da quella successiva romana, così come testimoniato dai vari reperti archeologici rinvenuti in loco. Tra la fine del XI e l'inizio del XII secolo fu costruita una chiesa triabsidata, così come documentato dai diplomi dell'imperatore serbo Stefano Dushan e di quello bizantino Giovanni VI Cantacuzeno. Il ritrovamento dei resti di una cattedra, fa supporre che la chiesa fosse sede di episcopato. Della chiesa medievale restano solamente alcuni frammenti di affreschi, rinvenuti nell'area della necropoli sottostante il lato nord della moschea. Nel XIII secolo la chiesa venne bruciata.
Tra il 1613 ed il 1614, 1022 secondo il calendario islamico, venne costruita dallo scriba Durek Efendi l'attuale moschea. Essa presenta una sala di preghiera quadrata, sormontata da una singola cupola. Il tamburo alla base di quest'ultima è ottagonale ed è caratterizzato dalla presenza di una piccola finestra su ciascuno degli otto lati. Le mura esterne sono realizzate con detriti intersecati con mattoni e blocchi di bugnato ai quattro angoli. Sul lato nord si staglia il portale, adornato da mattoni rossi. Alla sinistra dell'ingresso vi è una finestra sormontata da una decorazione a muqarnas.
Nell'angolo sud-ovest della moschea si staglia, separato dal resto della fabbrica, il minareto cilindrico balconato.